# Кларк, Сюзанна
Сюзанна Кларк (англ. Susanna Clarke; род. 1959) — английская писательница. Автор романа «Джонатан Стрендж и мистер Норрелл», получившего премии «Хьюго», «Локус» (за лучший дебют), «Всемирной премии фэнтези» и Mythopoeic Awards.

## Биография
Сюзанна Кларк родилась 16 ноября 1959 года в Ноттингеме (Великобритания) в семье методистского проповедника. Профессиональная деятельность отца обеспечила Сюзанне «кочевое» детство: ей довелось пожить и побывать во многих городах на севере Англии и в Шотландии.
Сюзанна Кларк получила степень бакалавра по философии, политологии и экономике в женском колледже Святой Хильды (англ. St Hilda's College) Оксфордского университета.
После окончания колледжа работала в различных издательствах, в том числе у Гордона Фрейзера (англ. Gordon Fraser) и «Quarto». В 1990 году Сюзанна уехала в Турин, где преподавала английский язык служащим завода «Фиат». Годом позже она преподавала английский язык в испанском Бильбао. Там же к ней пришла идея написать детективный роман, но она его так и не закончила.
В 1992 году Сюзанна Кларк вернулась в Англию. Некоторое время она провела в графстве Дарем, в доме, из окон которого было видно Северное море. Долгое бездействие из-за болезни, а также чтение романа «Властелин Колец», вдохновили Сюзанну на написание собственного произведения. Так Кларк начала писать роман «Джонатан Стрендж и мистер Норрелл», на который у неё ушло десять лет.
С 1993 года по 2003 год, Сюзанна Кларк работала редактором в кембриджском офисе издательства «Simon and Schuster», где отвечала за издание книг по кулинарии. В октябре 2004 года «Джонатан Стрендж и мистер Норрелл» был опубликован издательством «Bloomsbury». Первое издание представляло собой том в 782 страницы со 185 сносками и иллюстрациями Порции Розенберг (англ. Portia Rosenberg). Роман практически сразу стал бестселлером.
Один из рецензентов[кто?] назвал произведения Кларк сочетанием равных долей Джейн Остин и Чарльза Диккенса, приправленных Роулинг и Толкином. Сюзанна Кларк является автором повестей и рассказов, некоторые из которых продолжают тему первого романа. В 2020 году вышел второй роман — «Пиранези».
Сюзанна Кларк живёт в Кембридже со своим партнером, писателем-фантастом и критиком Колином Гринландом (англ. Colin Greenland, р. 1954).
Телеканал Би-би-си 26 октября 2013 года анонсировал исполнителей главных ролей мини-сериала «Джонатан Стрэндж и мистер Норелл» (англ. Jonathan Strange & Mr Norrell), экранизации её произведения. Сериал вышел в 2015 году.

### Издания на русском языке
- Джонатан Стрендж и мистер Норрелл[2]. АСТ, май 2006, 896 с., 7000 экз., переводчики М. Клеветенко, А. Коноплева

- Джонатан Стрендж и мистер Норрелл, Азбука, 2016, 864 с., 5000 экз., в новой редакции, с дополнительными материалами и иллюстрациями.

- Дамы из Грейс-Адье и другие истории[4]. АСТ, ноябрь 2007, 352 с., 6000 экз. Содержание сборника:

«Прощай-Милость, или Дамы из Грейс-Адье» (переводчик: М. Клеветенко) Рассказ c. 15-58;
«На Гиблом холме» (переводчик: М. Клеветенко) Рассказ c. 59-94;
«Миссис Мабб» (переводчик: Валентина Кулагина-Ярцева) Рассказ c. 95-148;
«Как герцог Веллингтон потерял своего коня» (переводчик: М. Клеветенко) Рассказ c. 149—162;
«Мистер Симонелли, или Эльф-вдовец» (переводчик: М. Клеветенко) Рассказ c. 163—236;
«Том Ветер-в-поле, или Как был построен волшебный мост в Торсби» (переводчик: М. Клеветенко) Рассказ c. 237—302;
«Гротески и аллегории» (переводчик: Н. Парфенова) Рассказ c. 303—318;
«История о Джоне Аскглассе и углежоге из Камбрии» (переводчик: Н. Парфенова) Рассказ c. 319—337.
- Пиранези, Азбука, 2020, 352 c., 7000 экз., переводчик Е. Доброхотова-Майкова